# Begraafplaats van Cayeux-sur-Mer
De Begraafplaats van Cayeux-sur-Mer is een gemeentelijke begraafplaats in de Franse gemeente Cayeux-sur-Mer (Somme). Ze ligt aan de Rue du Maréchal Foch op 950 m ten zuiden van het centrum (Église Saint Pierre).

## Britse oorlogsgraven
Op de begraafplaats liggen 31 graven van gesneuvelden uit de Tweede Wereldoorlog. Daarvan zijn er 10 Britten, 4 Canadezen en 17 niet geïdentificeerde. Er ligt ook 1 Deense militair begraven. De graven zijn verdeeld in enkele perken en worden onderhouden door de Commonwealth War Graves Commission. Ze zijn daar geregistreerd als Cayeux-sur-Mer Communal Cemetery.
Er ligt ook een Brit uit de Eerste Wereldoorlog begraven. 

### Onderscheiden militair
- Ronald Derek Gordon Wight, piloot bij de Royal Air Force werd onderscheiden met het Distinguished Flying Cross (DFC).